# Guerra civil bizantina de 1321–1328
A Guerra Civil Bizantina de 1321–1328 foi um conjunto de conflitos travados na década de 1320 entre o imperador bizantino Andrônico II Paleólogo e seu neto Andrônico III Paleólogo pelo controle do Império Bizantino. Ela também é conhecida como Primeira Guerra Civil Paleóloga.

## Prelúdio
Após o assassinato acidental de seu irmão Manuel por conta de um caso amoroso, o imperador Andrônico II excluiu Andrônico III da linha de sucessão, ao mesmo tempo que o coimperador (desde 1295) Miguel IX Paleólogo, o filho de Andrônico II, morria de choque com a morte de seu próprio filho.

## 1321: Primeiro conflito
Andrônico III tinha muitos aliados, principalmente João Cantacuzeno e Sirgianes Paleólogo, que compraram para si governos na Trácia, onde grassava o descontentamento com o velho imperador. Na Páscoa de 1321, Andrônico III fugiu da capital e foi para Adrianópolis, onde ele montou sua corte e iniciou a revolta contra seu avô. Sirgianes, a frente de um grande exército, marchou para a capital e forçou o imperador a negociar. Em 6 de junho de 1321, uma paz fiu firmada, pela qual Andrônico III foi reconhecido como coimperador, recebeu o governo da Trácia e alguns distritos na Macedônia, enquanto que o resto do Império, incluindo a capital Constantinopla, permanecia sob o controle de Andrônico II, que, como imperador sênior, seria também o responsável pela política externa do Império.

## 1322: Segundo conflito
O acordo de paz de 1321 não durou muito, pois ambos os Andrônicos perseguiram políticas externas virtualmente independentes. Na facção de Andrônico III, um cisma surgiu entre Sirgianes e o grande doméstico João Cantacuzeno. Sirgianes se sentiu mal recompensado por seu apoio e ressentia a grande atenção que Andrônico dava a Cantacuzeno. Além disso, há também um relato sobre o coimperador ter tentado seduzir a esposa de Sirgianes. Seja qual for o motivo, em dezembro de 1321 Sirgianes trocou de lado, fugiu para Constantinopla e passou a apoiar o velho imperador, recebendo por isso o título de mega-duque. Uma vez na capital e novamente nas graças de Andrônico II, ele o convenceu a reiniciar as hostilidades. Após diversas cidades na região de Constantinopla terem declarado apoio a Andrônico III, outro acordo foi firmado em julho de 1322, restaurando o status quo anterior. Este acordo entre avô e neto deixou Sirgianes numa situação delicada. Tendo falhado em suas maquinações, ele começou a articular o assassinato de Andrônico II e um golpe de estado, sem sucesso, terminando condenado à prisão perpétua.
Em 2 de fevereiro de 1325, Andrônico III foi formalmente coroado como coimperador por seu avô. Ainda que tenha havido algumas escaramuças durante este conflito, os efeitos foram grandes para o Império: os movimentos constantes de tropas recrutadas entre os camponeses reduziram a produção agricultural, além de interromperem o comércio totalmente.

## 1327–28: Terceiro conflito
Em fevereiro de 1327, um novo conflito irrompeu entre os Andrônicos, desta vez nos países dos Balcãs envolvidos na guerra. Do lado de Andrônico II estava o rei sérvio Estêvão Uresis III e, do lado de Andrônico III, Miguel Sismanes da Bulgária, pelos termos do Tratado de Chernomen. As batalhas se travaram pelo controle dos territórios macedônicos e, após sucessivas vitórias, o controle da região e da cidade de Tessalônica passou para Andrônico III. Em janeiro de 1328, ele e seu comandante, Cantacuzeno, entraram na segunda cidade do Império. Após estas vitórias, Andrônico se sentiu confiante em conquistar Constantinopla e, em maio de 1328, ele entrou triunfalmente na cidade e obrigou seu avô a abdicar em seu nome. Dois anos depois, o velho imperador foi forçado a entrar num mosteiro, onde morreu em fevereiro de 1328.
Com Andrônico III Paleólogo (r. 1328–1341) uma nova geração tomou o poder, com João Cantacuzeno como líder, comandando a política do Império enquanto Andrônico III tomava controle pessoal do exército bizantino. A guerra civil exauriu o Império, a moeda se desvalorizou, mas o novo governo ao menos manteve o controle das leis e das cortes.